# A-SOUL
A-SOULとは、中国の芸能事務所であるYuehuaエンターテインメントとTikTokを運営する会社ByteDanceによって設立されたバーチャル女性アイドルグループである。現在では、貝拉（ベラ）、嘉然（ダイアナ）、乃琳（アイリーン）、珈樂（キャロル）、向晚（エヴァ）の5人のメンバーがいる。

## 概要
2020年11月23日、Yuehuaエンターテインメントは女性アイドルグループA-SOULのプロモーションビデオをリリースした。12月2日、最初のMV『Quiet』がリリースされた。A-SOULがデビューした直後、一部のネットユーザーの間で論争を引き起こしたが、視聴者がA-SOULのPVでコメントを入れて不満を表明し、「もう結構だ」などの言語を使用してA-SOULのデビューを批判した。12月11日、A-SOULはTikTokで最初の生放送を実施した。12月12日、メンバーであるダイアナがビリビリ動画で初配信を行った、良い反応を得した。その後、人気は徐々に高まり、中国ネットで多くのファンを集めている。現在、A-SOULは、 ウェイボー、TikTok、ビリビリ動画などのオンラインプラットフォームで活動中。

## メンバー

### 向晚（エヴァ）
向晚（エヴァ、英語：Ava、簡体字: 向晚、拼音: Xiàng Wǎn）はA-SOULのゲーマーで、誕生日は6月12日、ふたご座。チームの最年少メンバー。

### 貝拉（ベラ）
貝拉（ベラ、英語：Bella、簡体字: 贝拉、拼音: Bèi Lā）はA-SOULのリーダーで、年齢は19歳、誕生日は7月17日、血液型はA型、星座は蟹座。ベラはA-SOULのダンス担当で、バレエの経験がある。

### 珈樂（キャロル）
珈樂（キャロル、英語：Carol、簡体字: 珈乐、拼音: Jiā Lè）はA-SOULのボーカル担当、ダンスも得意。誕生日は11月2日、さそり座。

### 嘉然（ダイアナ）
嘉然（ダイアナ、英語：Diana、簡体字: 嘉然、拼音: Jiā Rán）はA-SOULのかわいい担当。年齢は18歳、誕生日は3月7日、星座はうお座。

### 乃琳（アイリーン）
乃琳（アイリーン、英語：Eileen、簡体字: 乃琳、拼音: Nǎi Lín）はA-SOULのお姉ちゃん担当、年齢は19歳、誕生日は8月8日、しし座。アイリーンは『A-SOULリトルシアター』のMCを務めることが多く、豆知識を共有するのが好き。

## 音楽作品
『Quiet』はA-SOUL最初のグループ曲で、アルバム『Quiet』に収録された 。
『Hopeful Dreamer』は、ダイアナと中国版キズナアイの合同シングル。この曲にはダイアナソロバージョンがある。
『超級敏感』はA-SOULの2番目のグループ曲。
『Secret Player』は、エヴァのソロシングル。

## 略歴

### 2021年
- 第26回蛍火虫漫画ゲームカーニバル広州（5月1日、広州[15]）
- ビリビリワールド2021（7月9日〜7月11日、上海・国家会展センター[16]）
- ビリビリマクロリンク‐ビジュアルリリース2021（7月9日、上海・メルセデスベンツアリーナ[17]）
- Yuehua ehua 12周年記念ファミリーコンサート（7月17日、蘇州・蘇州オリンピックスポーツセンター[18]）